# Station Tottenham Hale
Tottenham Hale is een station van National Rail en de metro van Londen aan de Victoria Line. Het spoorwegstation werd geopend in 1840, het metrostation in 1968. Voor het metrostation, zie ook Tottenham Hale (metrostation).

## Geschiedenis

### 19e eeuw
Op 15 september 1840 opende de Northern & Eastern Railway (N&ER) aan haar spoorlijn tussen Stratford en Broxbourne. De N&ER werd in 1844 gehuurd door de Eastern Counties Railway die de exploitatie van de lijn overnam. Aanvankelijk had de lijn een spoorwijdte van 5 voet (1.524 mm) wat destijds al als afwijkend gold. Tussen 5 september en 7 oktober 1844 werd het hele netwerk omgespoord tot normaalspoor, 1435 mm.
Op 12 september 1858 botste een reizigerstrein op een aantal goederenwagons die op het hoofdspoor waren gerangeerd, niemand raakte ernstig gewond. Achttien maanden later, op 20 februari 1860, ontspoorde een locomotief waardoor de stoker, de machinist en zeven reizigers omkwamen.
De Eastern Counties Railway werd in 1862 overgenomen door de Great Eastern Railway.
Tot 1868 was Tottenham Hale een eindstation voor veevervoer uit East Anglia. Het vee werd hier gelost en vervolgens over de A10 verder naar Londen gedreven. In 1868 werd een verbindingsboog met de Tottenham en Hampstead Junction Railway geopend zodat de veetreinen konden doorrijden tot Tufnell Park, dat dichter bij de veemarkt van Caledonian Road ligt. In 1872 werd het spoor via Clapton geopend, die een iets kortere route naar Liverpool Street bood.
In 1875 werd het achtervoegsel 'Hale' toegevoegd aan de naam van het station. Zoals al blijkt uit de naam van de straat langs het station, Ferry Road, is er een verband met een veer over de Lea. Hale is afgeleid van Haul, de overtocht, of Hail, het roepen van de veerman. Bij de bouw van de Victoria Line tussen 1962 en 1968 kreeg ieder station een eigen tegelmotief waarop in dit geval een voetveer is afgebeeld. Het achtervoegsel werd in 1938 verwijderd, maar in 1968 weer toegevoegd.
In 1882 werd de lijn door Tottenham Hale onderdeel van een belangrijke goederen verbinding door de opening van de Great Northern en Great Eastern Joint Railway. Hierdoor kon de Great Eastern Railway kolen treinen laten rijden tussen de kolenmijnen in het noorden en Londen. In 1913 werden hiertoe twee aanvullende sporen gelegd als "Slow Lines". Door gewijzigde diensten zijn de voormalige "snelle sporen" in de 21e eeuw zelf "slow lines" geworden.

### 20e eeuw
Op 29 augustus 1913 reed een post/reizigerstrein in noordelijke richting tijdens dichte mist door rood vlak ten zuiden van het station bij Tottenham South Junction. De trein botste vervolgens op een goederentrein, hierbij raakten twee reizigers zwaar- en 16 lichtgewond.
Het gebied rond het station was altijd al onderhevig aan overstromingen, een van de ergste gevallen was tussen 18 en 22 februari 1919 toen de rivier de Lea buiten haar oevers trad en het treinverkeer werd stilgelegd.
In 1919 lagen er, naast de vier doorgaande sporen, enkele particuliere opstelsporen voor plaatselijke industrieën. Daarnaast waren er opstelsporen om reizigersmaterieel schoon te maken.
In 1923 vond de "Grouping" plaats waarbij vele kleine spoorwegmaatschappijen in vier grote werden ondergebracht, in dit geval de London & North Eastern Railway. Na de nationalisatie in 1948 werd het station onderdeel van de British Railways Eastern Region.
Op 12 februari 1927 kwam een sneltrein op een overweg in botsing met een vrachtwagen. Door de mist reed de trein niet met hoge snelheid.
Op 4 oktober 1929 vond een ander ongeval plaats bij Tottenham North Junction (net ten zuiden van het station) toen een goederentrein door rood reed en werd geraakt door een reizigerstrein, hierbij vielen geen doden.
Op 21 maart 1944 (tijdens de Tweede Wereldoorlog) viel een aantal brandbommen dicht bij het station, waarbij een gebouwtje langs de lijn werd vernietigd.
In 1961 werd de verbindingsboog van Tottenham South Junction naar de Tottenham and Hampstead Line gesloten.
Op 14 juli 1967 werd een bouwvergunning verleend voor de ondergrondse deel van het station ten behoeve van de Victoria Line.
Het station werd op 1 september 1968 omgedoopt tot Tottenham Hale, toen het een overstapstation werd met de London Underground door de opening van het eerste deel van de Victoria Line.
De Lea Valley-lijn tussen Copper Mill Junction en Cheshunt werd in 1969 geëlektrificeerd met 25 kV. Veel van de particuliere opstelsporen werden op dat moment verwijderd. Voorafgaand aan de elektrificatie werden tussen 1958 en 1969 reizigersdiensten tussen Cheshunt en London Liverpool Street via Tottenham Hale normaal gesproken verzorgd met dieseltreinstellen Class 125, die speciaal voor de lijn waren gebouwd.
Als voorbereiding van de privatisering van British Railways werd in de jaren tachtig overgegaan tot een opdeling, hierbij werd Tottenham Hale onderdeel van Network SouthEast.
Toen eind jaren 90 de Stansted Express naar Stansted Airport werd gestart, werd het station Tottenham Hale bovengronds volledig herbouwd en ondergronds vernieuwd. De oorspronkelijke gebouwen uit de Victoriaanse tijd werden allemaal gesloopt.
De privatisering van de Britse spoorwegen in 1994 betekende dat het station werd ondergebracht in een bedrijfsonderdeel dat de oude structuur van British Railways voortzette totdat het beheer in januari 1997 werd overgenomen door West Anglia Great Northern (WAGN). De infrastructuur werd in 1994 ondergebracht in Railtrack.

### 21e eeuw
De concessie van WAGN werd in juli 2000 door National Express overgenomen van Prism Rail, in augustus 2002 werd de treindienstleiding ondergebracht in het Integrated Electronic Control Centre (IECC) bij Station London Liverpool Street.
De WAGN concessie werd in 2004 vervangen door One, dat vervolgens werd omgedoopt in National Express East Anglia. Het jaar daarop, na financiële moeilijkheden, werd Railtrack vervangen door Network Rail.
Sinds 11 december 2005 is er weer een rechtstreekse reizigersdienst tussen Tottenham Hale en Stratford over de goederenspoorlijn door de Walthamstow Marshes. Gedurende vele jaren was de enige dienst op deze route een parlementaire "spooktrein" naar Enfield Town via Stratford, die werd gereden om langdurige sluitingsprocedures (voor passagiers) te vermijden.
In februari 2012 veranderde het beheer van het station opnieuw, waarbij Greater Anglia de concessie overnam.

## Busstation
In de nasleep van de rellen in Engeland in 2011, die in Tottenham begonnen, werd besloten tot de herontwikkeling van de metro-, bus- en treinstations gebruikt om investeringen in het gebied er omheen aan te moedigen. De ombouw van het ov-knooppunt van £ 110 miljoen van Tottenham Hale werd in 2014 voltooid. Als onderdeel van het project werd het busstation overdekt met ETFE, dat ook wordt gebruikt in het Eden Project. Het dak van het busstation was in 2018 finalist in de categorie Best Urban Design van de Haringey Design Awards 2018, en een landelijke finalist bij de Structural Steel Design Awards in 2015.

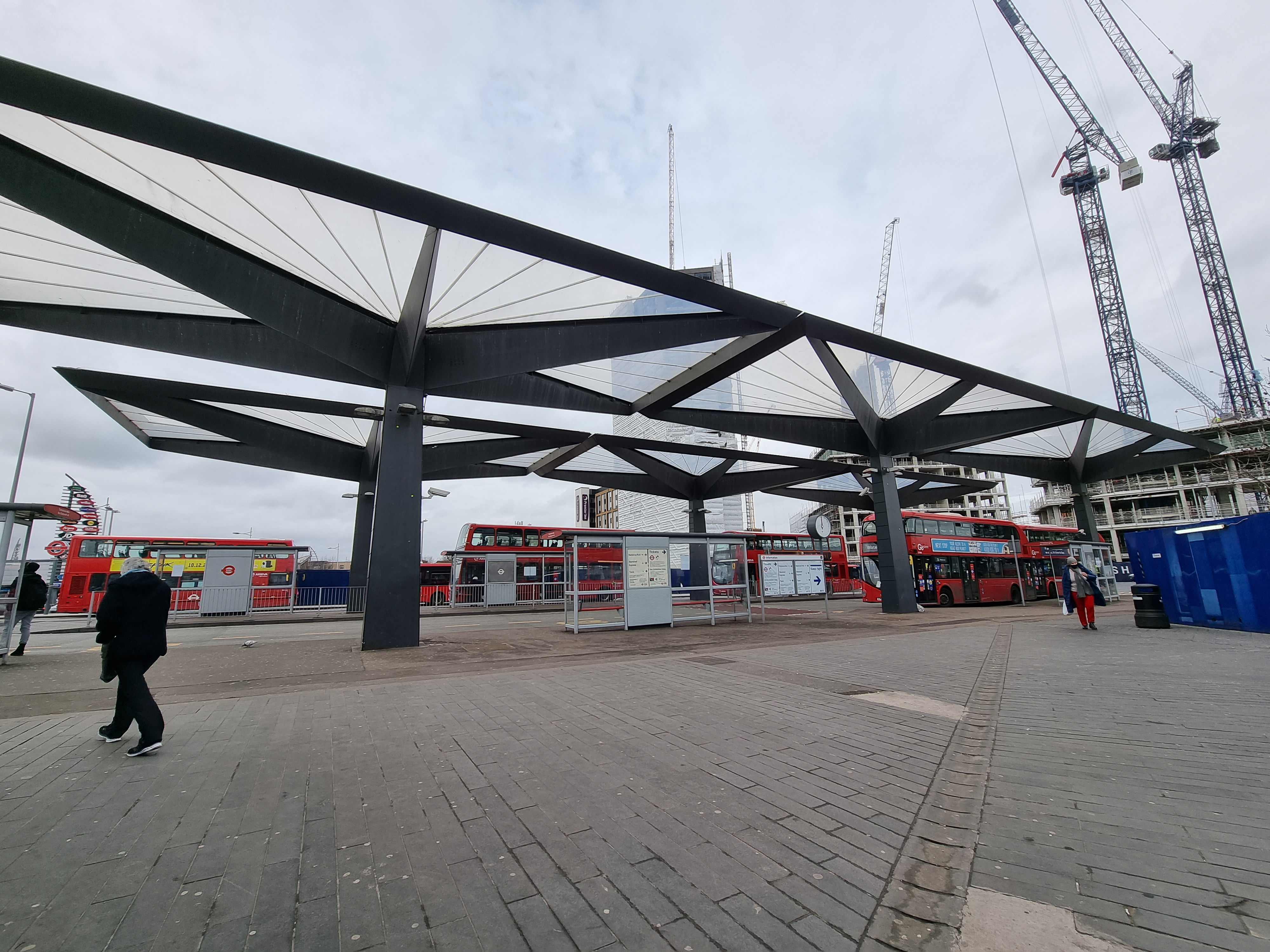
Het busstation in 2021
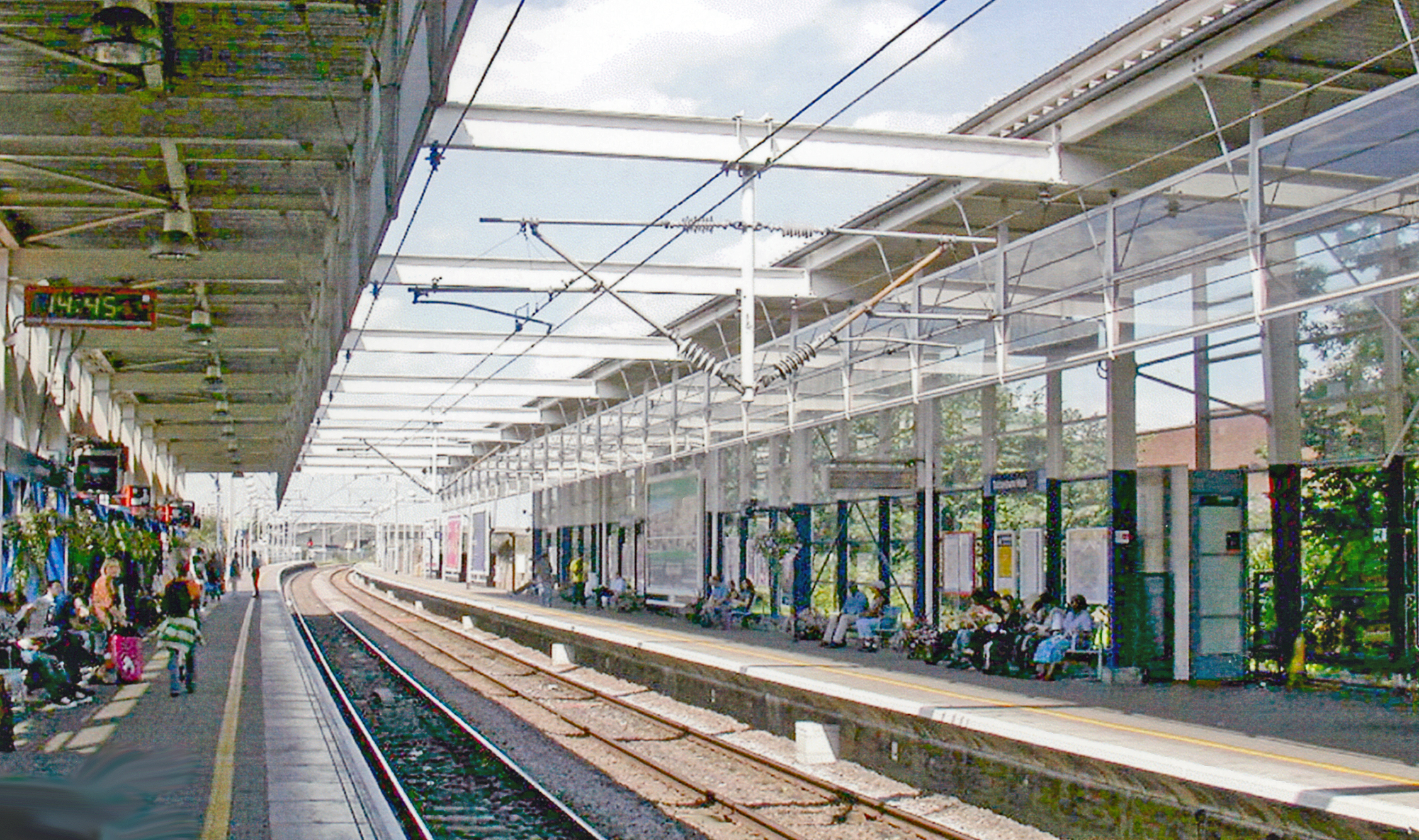
De bovengrondse perrons
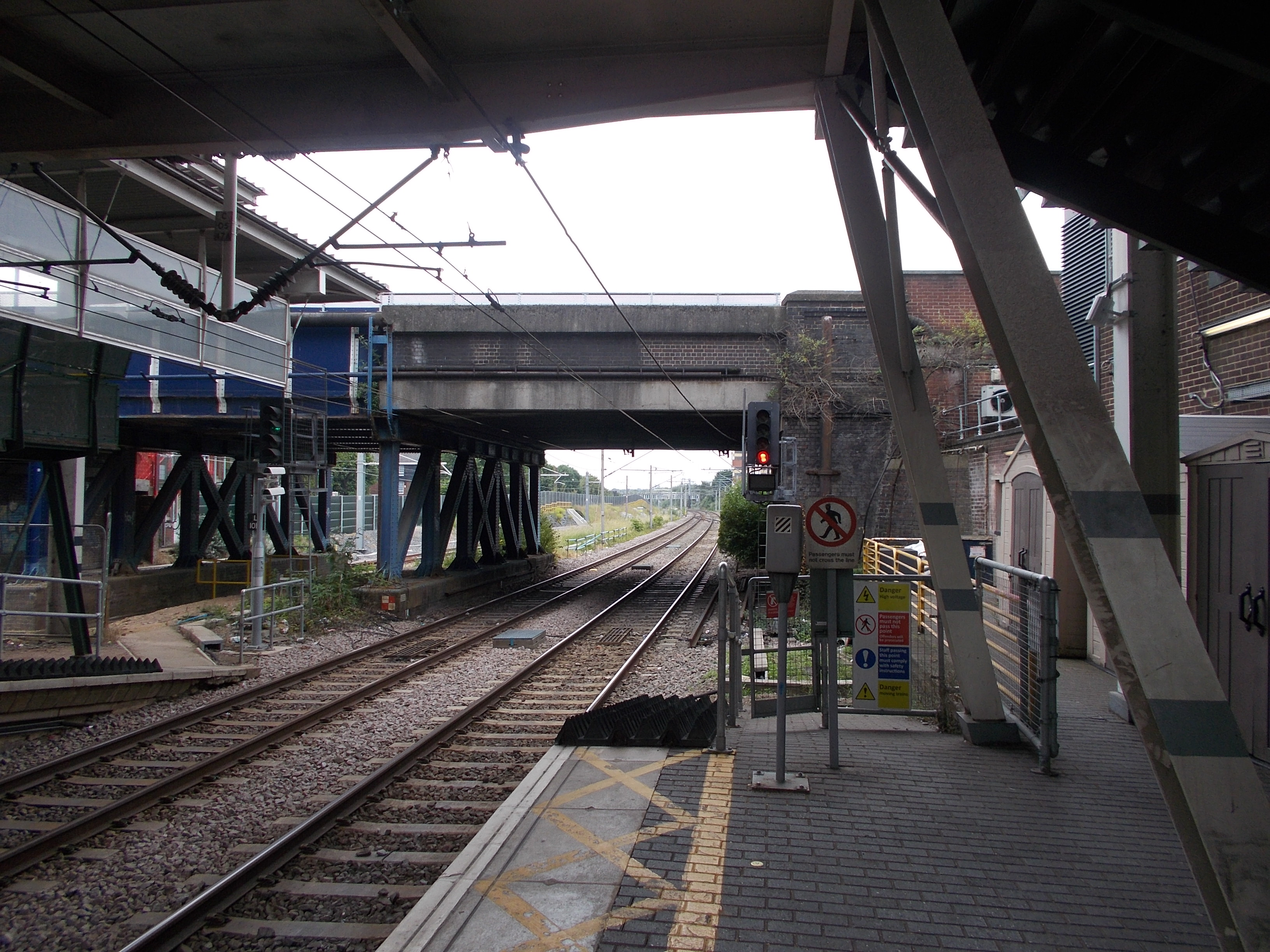
Een blik naar het zuiden in 2019

## Reizigersdiensten
Voorheen reden rechtstreekse treinen tussen Tottenham Hale en St Pancras (via de Tottenham and Hampstead Joint Railway), North Woolwich via de londerste perrons in Stratford (nadat de Palace Gates Line-dienst was ingekort) en York (via Cambridge en de Great Northern en Great Eastern Joint Railway). De treinen van en naar Liverpool Street reden via Clapton maar slechts en klein deel stopte er ook. In de normale dienst wordt Clapton bediend door treinen van de Chingfordtak met uitzondering van de laatste trein naar Hertford East op werkdagen die ook Tottenham Hale aandoet. Tottenham Hale wordt bediend door treinen van Greater Anglia en door de Overground. Diensten op het station zijn:
- 8× per uur naar London Liverpool Street
- 4× per uur naar Stansted Airport
- 2× per uur naar Hertford East
- 2× per uur naar Cambridge North
- 4× per uur naar Stratford
- 2× per uur naar Meridian Water
- 2× per uur naar Bishop's Stortford